# Cleo Laine
Dame Cleo Laine (DBE), född Clementine Dinah Hitching den 28 oktober 1927 i Southall i Ealing, London, död 24 juli 2025 i Wavendon, Buckinghamshire, var en brittisk jazz- och popsångerska och skådespelerska, känd för sin scatsång och för sitt röstomfång. Hon var änka efter jazzmusikern Sir John Dankworth.

## Biografi
Laine föddes som Clementine Dinah Hitching, dotter till då ogifta Alexander Sylvan Campbell från Jamaica, och Minnie Bullock från Swindon i Wiltshire. Familjen flyttade ofta, men större delen av Laines barndom tillbringades i Southall.
År 1946, under namnet Clementine Dinah Campbell,  gifte sig Laine med takläggaren George Langridge med vilken hon hade en son, Stuart. Paret skilde sig 1957.  

## Karriär

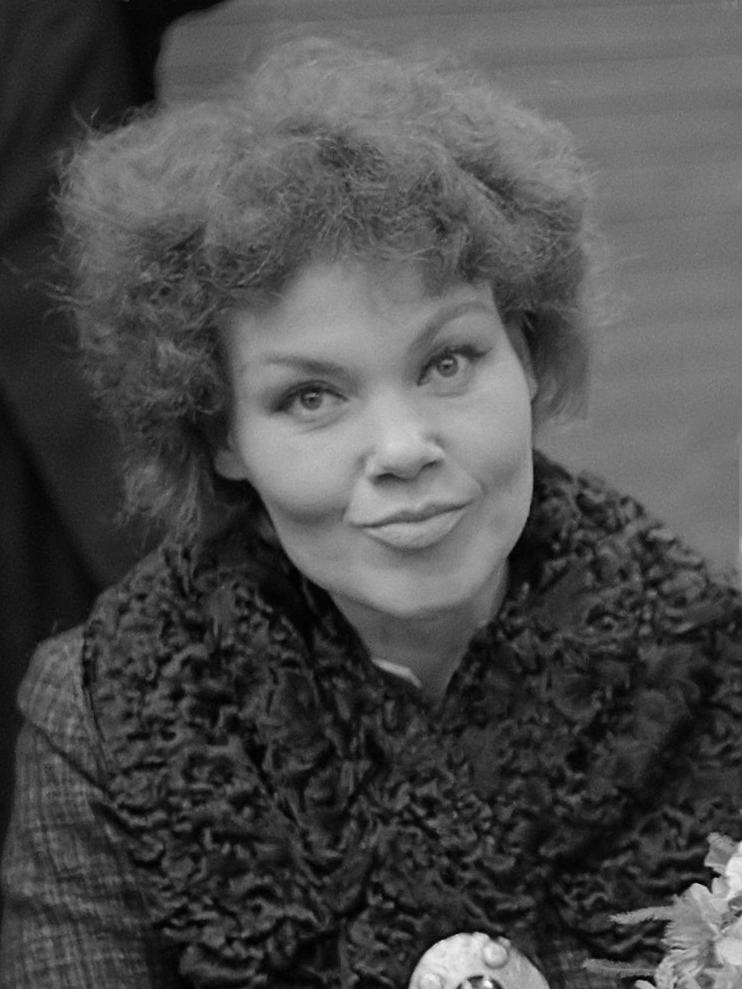
Cleo Laine 1962.

Laines sångkarriär kom igång i mitten av tjugoårsåldern. Hennes tidiga förebilder som sångare var Ella Fitzgerald, Sarah Vaughan, Judy Garland och Lena Horne. Hon började sjunga professionellt vid 24 års ålder med John Dankworths mindre ensemble Dankworth Seven och tog sig då artistnamnet Cleo Laine. Hon framträdde med Dankworths orkestrar fram till 1958 då paret gifte sig. De fick två barn som båda blev framgångsrika musiker, Alec och Jacqui.
Laine spelade 1958 huvudrollen i den västindiska teaterpjäsen Flesh to a Tiger på Londons Royal Court Theatre, hem för den nya vågen av dramatiker på 1950-talet. Detta ledde till andra teaterengagemang som i musikalen Valmouth 1959, pjäsen A Time to Laugh (med Robert Morley och Ruth Gordon) 1962, Boots With Strawberry Jam (med John Neville) 1968 fram till hennes roll som Julie La Verne i Wendy Toyes produktion av Teaterbåten på Adelphi Theatre i London 1971.  Teaterbåten hade där sin längsta spelperiod hittills med 910 föreställningar. 
Under Edinburghfestivalen 1961 var Laine "prima donna" i produktionen av Kurt Weills opera-balett De sju dödssynderna, regisserad och koreograferad av Kenneth MacMillan. 
Laines internationella verksamhet startade 1972 med en första turné i Australien, där hon släppte sex topp-100 album under 1970-talet. Kort därefter började hennes karriär i USA med en konsert i New Yorks Lincoln Center, följt 1973 av ett första framträdande i Carnegie Hall. Turnéer i USA och Kanada följde samt flera skivalbum, bland andra de Grammy-nominerade Porgy och Bess tillsammans med Ray Charles och Arnold Schönbergs Pierrot Lunaire. Dessutom flera TV-framträdanden, inklusive i Mupparna 1977. 
Hos Michigan Opera Theatre spelade hon Desiree Armfeldt i Stephen Sondheims Sommarnattens leende 1983 och Hanna Glawari i Franz Lehárs Glada änkan 1984.
Hon samarbetade med James Galway, Nigel Kennedy, Julian Lloyd Webber och John Williams. I maj 1992 framträdde Laine med Frank Sinatra under en veckas konserter i Royal Albert Hall i London. 

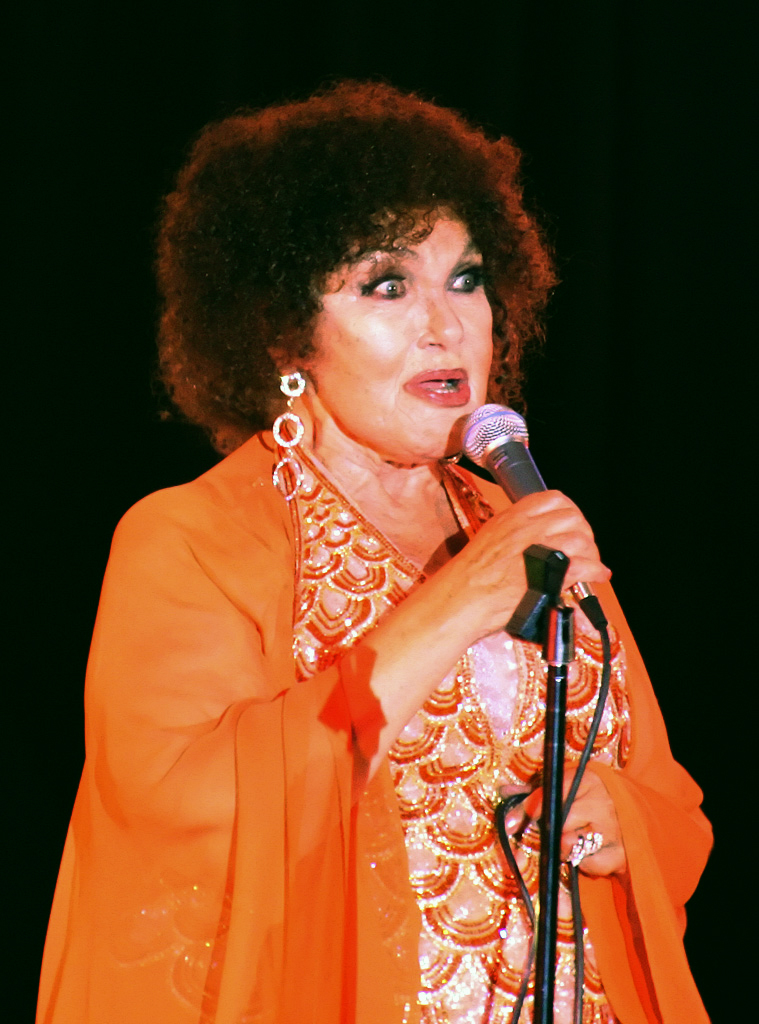
Laine uppträder i Los Angeles 2007.

På 1997 års nyårslista upphöjdes Laine till Dame Commander och hon blev Dame Cleo Laine, DBE.

## Priser och utmärkelser
- Officer av Brittiska imperieorden (OBE) 1977 [4]
- Grammy Award för bästa jazzsångerska (Cleo At Carnegie - The 10th Anniversary Concert) 1985 [15]
- Lifetime Achievement Award, amerikanska skivindustrin 1991 [12]
- Kommendör av Brittiska imperieorden (DBE) 1997 [4]
- Gold Award, BBC Jazz Awards 2008
- BASCA Gold Badge Award, 2016
- Hedersmedlem, Hughes Hall, University of Cambridge
- En gata i Adelaide i södra Australien fick sitt namn "Cleo Lane" efter artisten. [19]
- Hedersdoktorat: Berklee College of Music, University of Cambridge, University of York, Open University, University of Luton

## Diskografi
- She's the Tops! (MGM, 1957)
- Jazz Date med Tubby Hayes (Wing, 1961)
- All About Me (Fontana, 1962)
- Shakespeare and All That Jazz (Fontana, 1964)
- Woman to Woman (Fontana, 1966)
- Sir William Walton's Facade med Annie Ross (Fontana, 1967)
- If We Lived on the Top of a Mountain (Fontana, 1968)
- The Unbelievable (Fontana, 1968)
- Soliloquy (Fontana, 1968)
- Portrait (Philips, 1971)
- Feel the Warm (Columbia, 1972)
- An Evening with Cleo Laine & the John Dankworth Quartet (Philips, 1972)
- I Am a Song ( RCA Victor, 1973)
- Day by Day (Stanyan, 1973)
- Cleo Laine Live!!! at Carnegie Hall (RCA Victor, 1974)
- A Beautiful Thing (RCA Victor, 1974)
- Sings Pierrot Lunaire ( RCA Red Seal, 1974)
- Cleo Close Up (RCA Victor, 1974)
- Spotlight On Cleo Laine (Philips, 1974)
- Easy Livin (Stanyan, 1975)
- Cleo Laine (MGM, 1975)
- Best Friends med John Williams (RCA Victor, 1976)
- Born on a Friday (RCA Victor, 1976)
- Porgy & Bess med Ray Charles (RCA Victor, 1976)
- At the Wavendon Festival (Black Lion, 1976)
- A Lover and His Lass med Johnny Dankworth (Esquire, 1976)
- Return to Carnegie (RCA Victor, 1977)
- Cleo's Greatest Show Hits (RCA Victor, 1978)
- Gonna Get Through (RCA Victor, 1978)
- Cleo Laine Sings Word Songs (RCA Victor, 1978)
- Cleo Laine in Australia med Johnny Dankworth (World Record Club, 1978)
- Cleo's Choice (Marble Arch, 1974)
- Sometimes When We Touch med James Galway (RCA Red Seal, 1980)
- Cleo Laine in Concert (RCA Victor, 1980)
- One More Day (Sepia, 1981)
- Smilin' Through med Dudley Moore (CBS, 1982)
- Let the Music Take You med John Williams (CBS, 1983)
- That Old Feeling (K West, 1984)
- Cleo at Carnegie: The 10th Anniversary Concert (RCA Victor, 1984)
- At the Carnegie: Cleo Laine in Concert (Sierra, 1986)
- The Unforgettable Cleo Laine (PRT, 1987)
- Cleo Sings Sondheim med Jonathan Tunick (RCA Victor, 1988)
- Woman to Woman (RCA Victor, 1989)
- Jazz (RCA Victor, 1991)
- Nothing without You med Mel Tormé (Concord Jazz, 1992)
- On the Town med Michael Tilson Thomas (Deutsche Grammophon, 1993)
- Blue and Sentimental (RCA Victor, 1994)
- Solitude med Duke Ellington Orchestra (RCA Victor, 1995)
- Quality Time (Sepia, 2002)
- Loesser Genius med Laurie Holloway (Qnote, 2003)